# Replotbrug
De Replotbrug (Zweeds: Replotbron; Fins: Raippaluodon silta) is een stalen tuibrug die een vaste wegverbinding vormt tussen het vasteland van Finland (nabij de stad Vaasa) en het eiland Replot in de Botnische Golf. De brug is met zijn lengte van 1045 meter de langste brug van Finland. De twee pylonen van de brug, die 250 meter uit elkaar staan, zijn 82,5 meter hoog. De diepte van het water is ter plaatse maximaal 16 meter.
De brug is op 27 augustus 1997 geopend door de toenmalige Finse president, Martti Ahtisaari en de toenmalige president van IJsland, Ólafur Ragnar Grímsson.

## Voorgeschiedenis
Sinds 1952 was er een gratis veerverbinding tussen Replot en het Finse vasteland. Twee jaar later werd een dam gelegd tussen Replot en het nabijgelegen eiland Björkö, zodat ook de bewoners van dat eiland gebruik konden gaan maken van deze veerverbinding. De veerboot, met een draagvermogen van 50 ton, werd al snel te klein en vervangen door een groter exemplaar. Deze boot was 's winters niet opgewassen tegen de ijsvorming, die daar snel optreedt door het lage zoutgehalte van het zeewater en de noordelijke ligging. Daardoor moest de boot vaak uit de vaart worden genomen en was er een ijsbreker nodig om de doorvaart vrij te houden. In 1974 maakten meer dan 159.000 voertuigen gebruik van de veerboot. Ondanks dat er diverse verzoeken lagen voor een vaste wegverbinding hield de overheid de boot lange tijd af wegens de hoge begrote kosten. Wel werd er een dam met daar overheen een weg aangelegd naar het eilandje Fjardskär dat halverwege de oversteek ligt, waardoor de overtocht per veerpont kon worden bekort van ongeveer 3 kilometer naar 750 meter. Tevens werden er op dat traject twee kabelponten ingezet, om de alsmaar toenemende verkeersdruk op te kunnen vangen. In 1994 werden er in één jaar tijd een half miljoen voertuigen overgezet.
De lokale overheden, die al in 1965 een eerste aanvraag hadden gedaan voor de aanleg van een brug, bleven hiervoor lobbyen en in 1980 werd een haalbaarheidsonderzoek gedaan, dat in 1987 werd afgerond met een positief advies voor de aanleg van een brug. In juni 1994 werd door de Finse landelijke overheid besloten tot de aanleg daarvan, en drie jaar later was de vaste wegverbinding een feit.

## Externe link

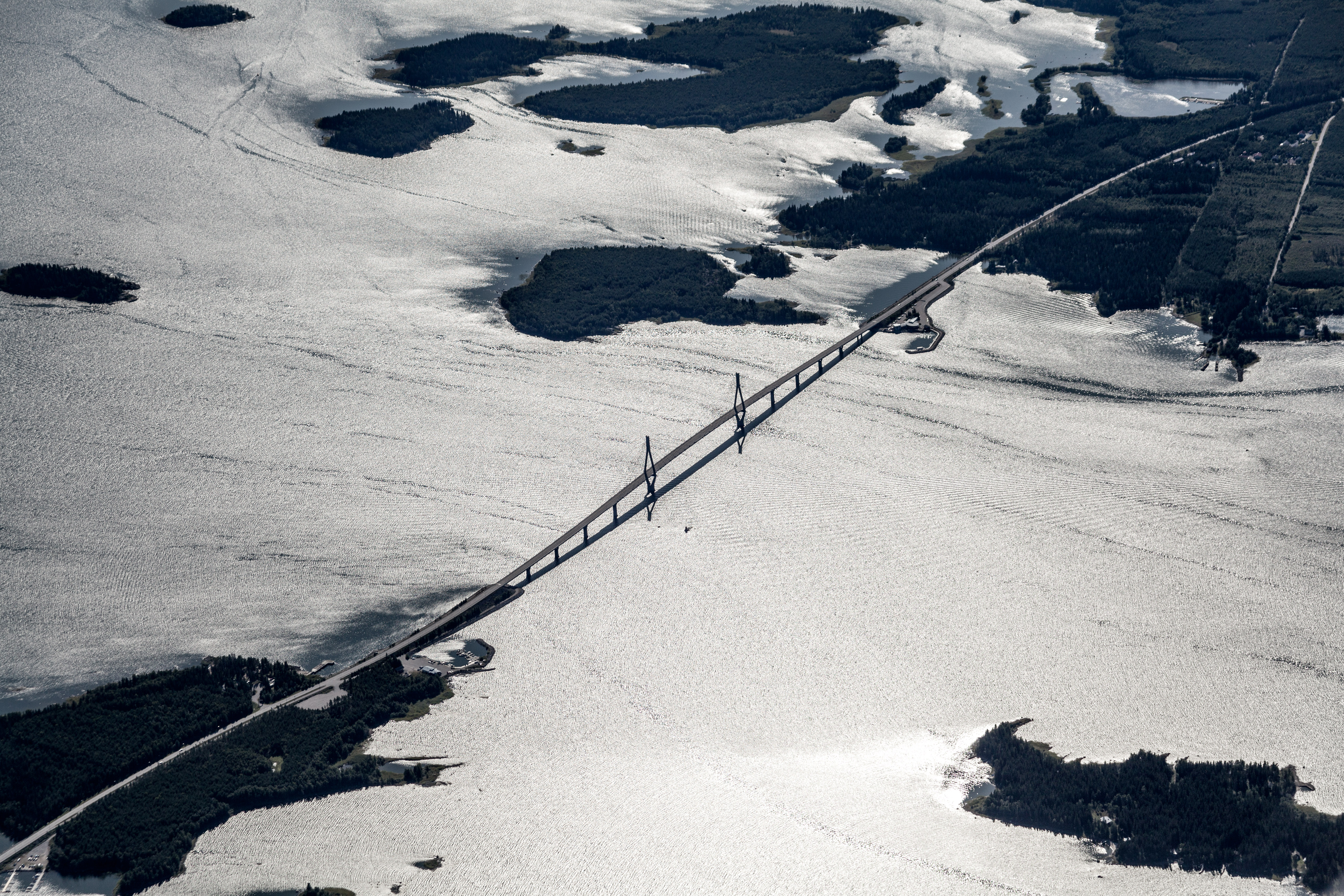
de brug gezien vanuit het noordoosten

## Toekomstplannen
Er zijn plannen om een brug te maken dwars over Kvarken (de 'Kvarkenbrug'), die een vaste wegverbinding zou kunnen vormen tussen het Zweedse en Finse vasteland; grofweg tussen Umeå en Vaasa. Deze zou de huidige onrendabele veerverbinding tussen deze beide steden kunnen vervangen. Deze overspanning van ongeveer 40 km water zou 1,5 tot 2 miljard euro gaan kosten en bovendien door een natuurgebied komen te lopen. Daarom worden deze plannen vooralsnog niet als realistisch beschouwd.
Een iets realistischer plan is om op de noordwestelijke punt van replot een veerhaven te bouwen, waarmee de veerverbinding met een uur (van 6 naar 5 uur) zou kunnen worden bekort.